# Monte Mancuso
Il Monte Mancuso è un monte della Calabria appartenente al massiccio montuoso del Reventino.

## Geografia fisica
Il Monte Mancuso è un rilievo della Calabria centrale, situato tra la valle del Savuto, e la piana di Sant'Eufemia, la sua massima elevazione è di 1.327 m s.l.m. Il confine naturale con il monte Reventino è il piano di San Mazzeo. Le vette principali del Monte Mancuso sono dieci, monte Mancuso propriamente detto (1327 m), dove si trova la base telecomunicazioni militari NATO, ormai dismessa, monte Castelluzzo (1299 m), dove si trovano le antenne radio e televisive, il secondo monte Mancuso (1290 m), dove si trova il ripetitore Telecom, monte Nocelletto (1162 m), monte del Greco (1217 m), monte Mitoio (966 m), colle Dogarelli (1180 m), piano del Corvo (1117 m), proprio sopra l'area attrezzata di piano Bombarda ed infine Campomaggio (902 m). Il bosco è composto prevalentemente da faggi, ontani napoletani, castagni e abeti bianchi. L'unica strada asfaltata che fa guadagnare la cima si imbocca nel comune di Gizzeria, dopo essere passati per il centro abitato di Gizzeria proseguire in direzione Falerna, oltrepassare la frazione denominata "Destra", prendere la prima a destra seguendo le indicazioni. Si può salire anche dagli altri comuni anche se per arrivare in cima bisogna imboccare alcune strade bianche o sterrate. Su monte Mancuso esiste una fitta rete di strade e sentieri sterrati che permettono di svolgere attività sportive quali escursioni in MTB con percorsi cross country, ma anche trekking pedestre o uscite a cavallo. Numerosi sono i borghi montani su tutti i versanti, i principali sono: Acquafredda, Prisa, Vallericciardo, Telara, San Mazzeo Vallone Cupo e Pietrebianche. Numerosissimi sono i punti d'acqua. Un vero paradiso per fotografi, biker ed escursionisti a 20 km dalla costa dei Feaci paradiso di migliaia di appassioniti di Kite Surf.

## Geologia e geomorfologia
l complesso montuoso di Monte Mancuso è costituito in prevalenza da scisti filladici grigi, rocce tipicamente metamorfiche ed impermeabili, composte prevalentemente da clorite, mica sericite e quarzo. 

## Comuni del monte Mancuso
Di seguito si riporta l'elenco dei comuni sui quali si estende il monte Mancuso.
| # | Comune             | Provincia | Abitanti |
| - | ------------------ | --------- | -------- |
| 1 | Lamezia Terme      | Catanzaro | 70.304   |
| 2 | Nocera Terinese    | Catanzaro | 4.685    |
| 3 | Gizzeria           | Catanzaro | 4.646    |
| 4 | Falerna            | Catanzaro | 3.885    |
| 5 | Conflenti          | Catanzaro | 1.419    |
| 6 | Martirano Lombardo | Catanzaro | 1.127    |
| 7 | San Mango d'Aquino | Catanzaro | 1.623    |